# 卡斯塔利亚
卡斯塔利亚，是西班牙巴伦西亚自治区阿利坎特省的一个市镇。总面积115km2，总人口10461人（2020年），人口密度90.9人/km2。